# Criterios de McDonald

Animación que muestra la diseminación de las lesiones de esclerosis múltiple en el tiempo y el espacio a partir de imágenes por resonancia magnética registradas mensualmente a lo largo de un año.

Los criterios de McDonald son una serie de criterios destinados a decidir si se considera o no a una persona como afectada por la esclerosis múltiple (EM), sin necesidad de recurrir a biopsias. Estos criterios llevan el nombre del neurólogo W. Ian McDonald, quien dirigió un panel internacional en asociación con la Sociedad Nacional de Esclerosis Múltiple (NMSS) de Estados Unidos y recomendó en consenso criterios de diagnóstico para la EM revisados en abril de 2001. Estos nuevos criterios pretendían reemplazar los criterios de Poser y los criterios de Schumacher más antiguos. Han sido objeto de revisiones en 2005, 2010 y 2017.
Mantienen el requisito de Poser de demostrar la "diseminación de las lesiones en el espacio y el tiempo" (DIS y DIT) pero desaconsejan los términos de Poser utilizados anteriormente, como "clínicamente definido" y "EM probable", y proponen como diagnóstico " EM", "posible EM" o "no EM".